# Hydrovatus guignoti
Hydrovatus guignoti är en skalbaggsart som beskrevs av Omer-cooper 1957. Hydrovatus guignoti ingår i släktet Hydrovatus och familjen dykare. Inga underarter finns listade i Catalogue of Life.